# Ford Consul

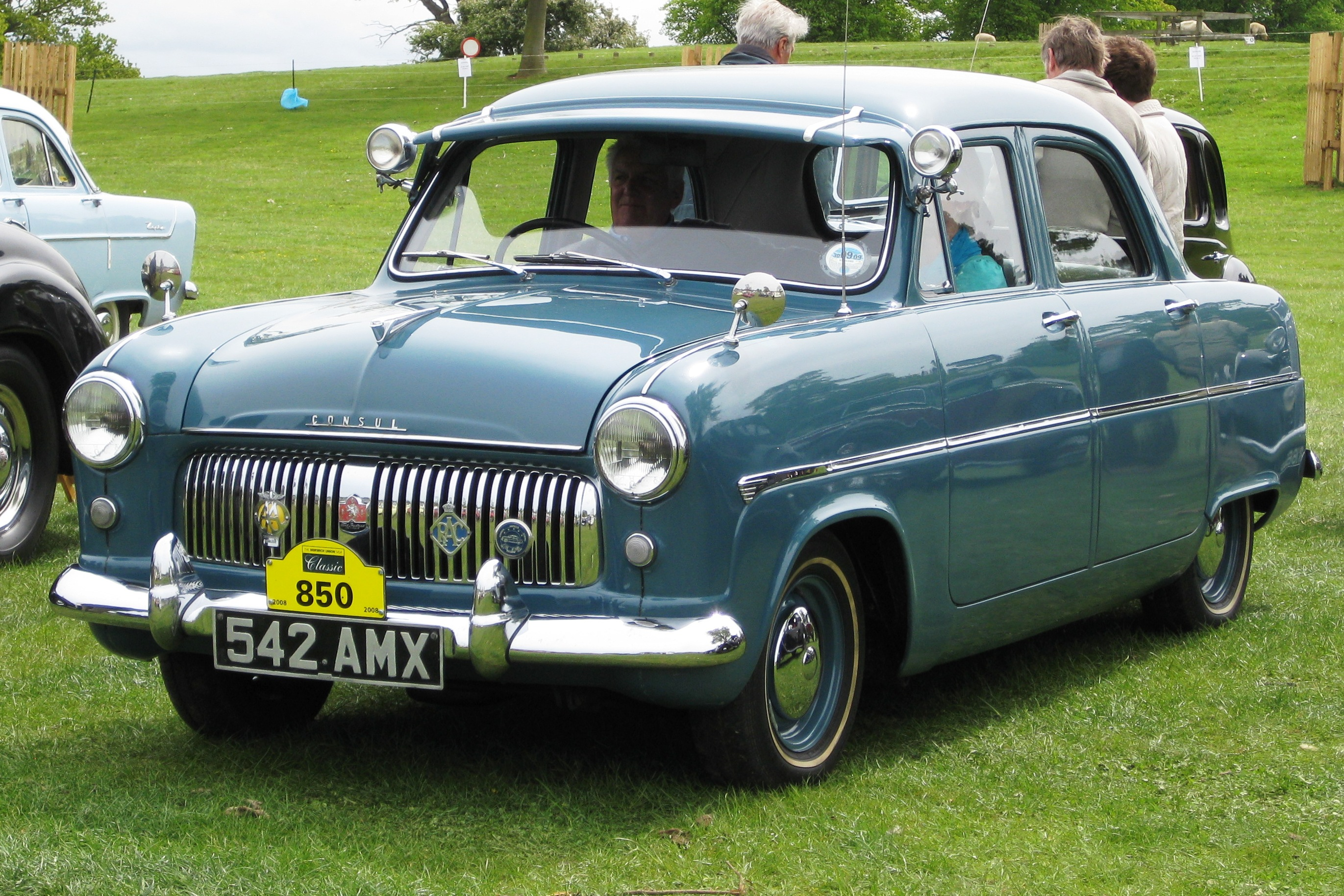
Основные поколения модели — Mark I…

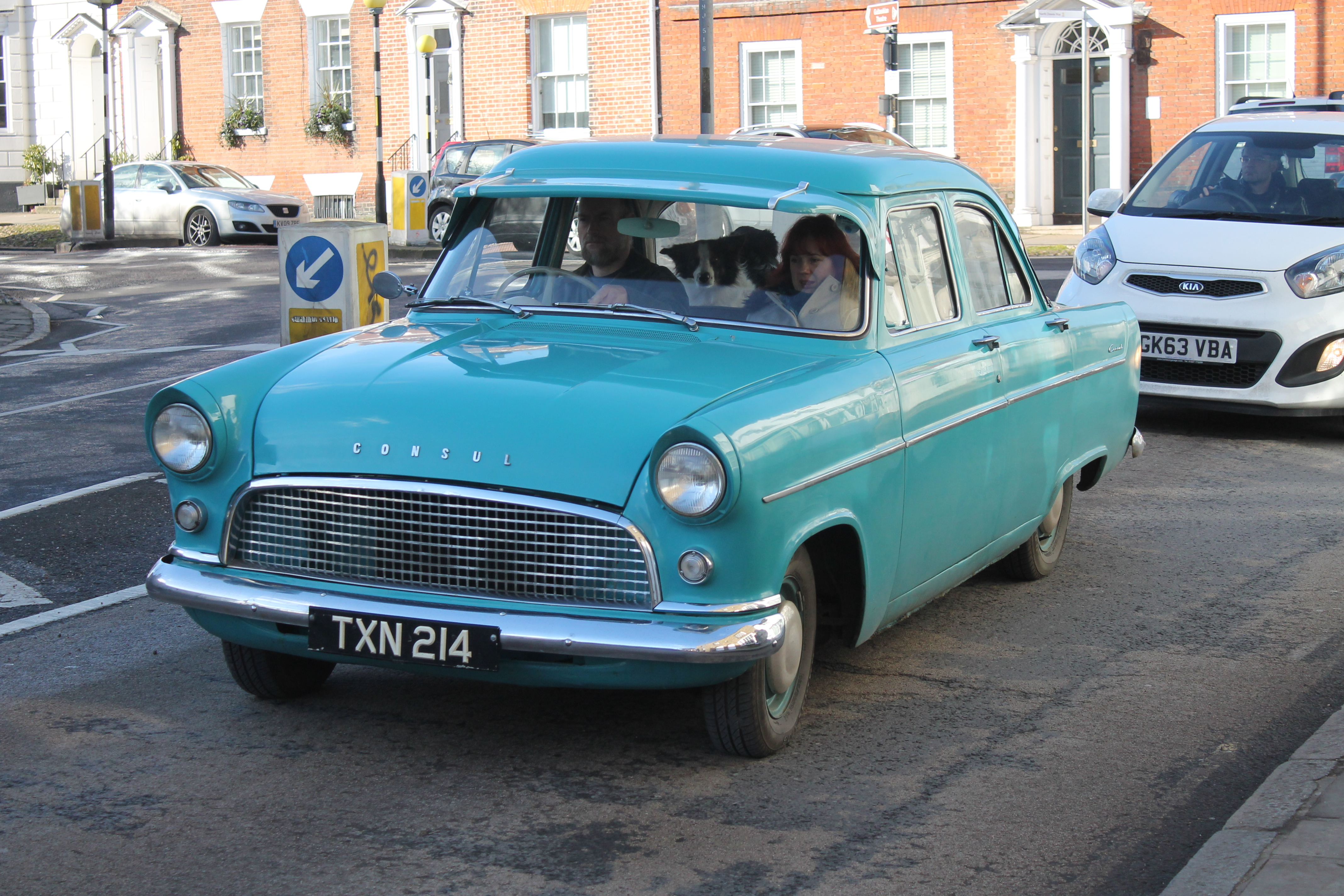
…Mark II…

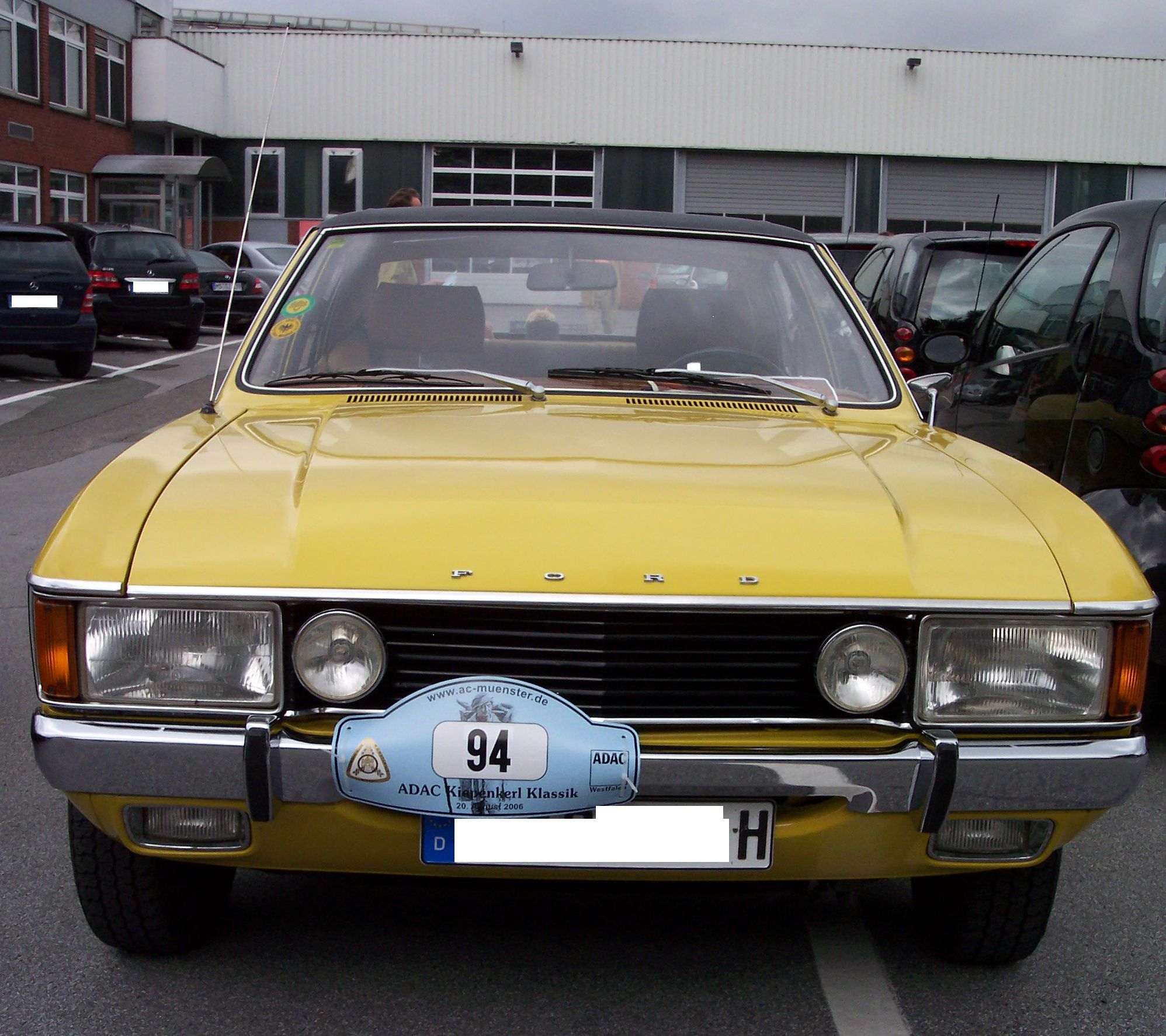
…и Consul семидесятых годов в кузове Ford Granada.

Ford Consul — легковой автомобиль средней ценовой категории британского филиала компании Ford, как самостоятельная модель выпускавшийся с 1951 по 1962 год. Это поколение представляло собой более дешёвый вариант шестицилиндрового Ford Zephyr.
В 1962 году на смену ему пришёл четырёхцилиндровый Ford Zephyr, а также отчасти — Ford Cortina. С 1972 по 1975 год выпускалась модель под тем же именем Consul, представлявшая собой Ford Granada в комплектации начального уровня с четырёхцилиндровыми двигателями, и заменившая Zephyr в модельном ряду британского «Форда».
Ford Classic, Ford Cortina Mk. I и Ford Capri изначально были частью модельного ряда Consul, и обозначались соответственно Ford Consul Classic, Ford Consul Cortina и Ford Consul Capri. Впоследствии они были выделены в самостоятельные линейки.

## Consul EOTA
Публичная премьера первого поколения (1951—1956) Ford Consul состоялась в 1950 году на London Motor Show. Автомобиль был спроектирован с широким участием американских специалистов Ford Motor Company — так, ходовая часть была разработана Эрлом Макферсоном (и включала названную его именем переднюю подвеску), а дизайн кузова — Джорджем Уолкером. Это был один из первых британских автомобилей в классе семейных седанов среднего литража, предназначенных для покупателей из среднего класса (до этого в Великобритании выпускались в основном либо небольшие бюджетные машины, вроде Ford Prefect и Anglia, либо крупные и роскошные автомобили, вроде предшествующей модели Ford Pilot с многолитражным V8, выпущенной небольшим тиражом). Большинство автомобилей этого поколения было выполнено в кузове «четырёхдверный седан», наряду с ним предлагались малосерийные универсал и кабриолет, поставлявшиеся кузовными ателье Abbott и Carbodies, соответственно.
Нетипичным для традиционно консервативного британского автопрома было и широкое использование в конструкции автомобиля современных технических решений — так, его кузов впервые для британского Ford был несущим, 1,5-литровый 47-сильный мотор имел верхнее расположение клапанов, были применены свечная передняя подвеска типа «макферсон» и гидропривод сцепления. Правда, коробка передач оставалась трёхступенчатой, с синхронизаторами лишь на высших передачах.
Отделка салона была достаточно скромной, с большим количеством металла и обшивкой из кожзаменителя. Рычаг переключения передач по американской моде был вынесен на рулевую колонку, а рукоятка стояночного тормоза — располагалась под панелью приборов. Привод стеклоочистителя осуществлялся от разрежения во впускном коллекторе двигателя. Все контрольные приборы, включающие спидометр, амперметр и указатель уровня топлива, были сгруппированы в общем щитке, расположенном сверху от рулевой колонки, что упрощало отслеживание их показаний (в те годы на британских машинах было принято располагать приборы на довоенный манер, посередине приборной панели). За дополнительную плату предлагался радиоприёмник.
По тестам журнала Motor в 1953 году, автомобиль имел максимальную скорость 116 км/ч, до 100 км/ч через 28 секунд. Расход топлива составлял 11 л/100 км. Испытательный автомобиль стоил 732 фунта стерлингов, включая налог на приобретение.

## Consul II
В 1956 году новый Consul (1956—1962) проходил в Ford под кодом 204E. По сравнению с оригинальным, он имел удлинённую колёсную базу, больший объём двигателя в 1703 см³, мощностью 59 л.с.(44кВт), и был полностью рестайлингован. Одной неизменной вещью остались дворники ветрового стекла, которые все еще управлялись вакуумом. Профиль крыши был понижен в 1959 году на версии Mk2, которая также получила изменённые задние фонари и большую часть внешних деталей из нержавеющей стали. Передние дисковые тормоза с вакуумным сервомотором появились как опция в 1960 и шли стандартными в 1961 (барабанные тормоза на 4 колеса ставили только в Австралии). В середине 1961 название сменилось на Consul 375.
Consul MkII тестировался британским журналом The Motor в 1956 году и показал максимальную скорость 127,6 км/ч, ускорился до сотни за 23 секунды. Расход топлива составлял 12,8 л/100 км. Тестовая машина стоила 781 фунт стерлингов, включая налоги.

Ford Consul Mark II.
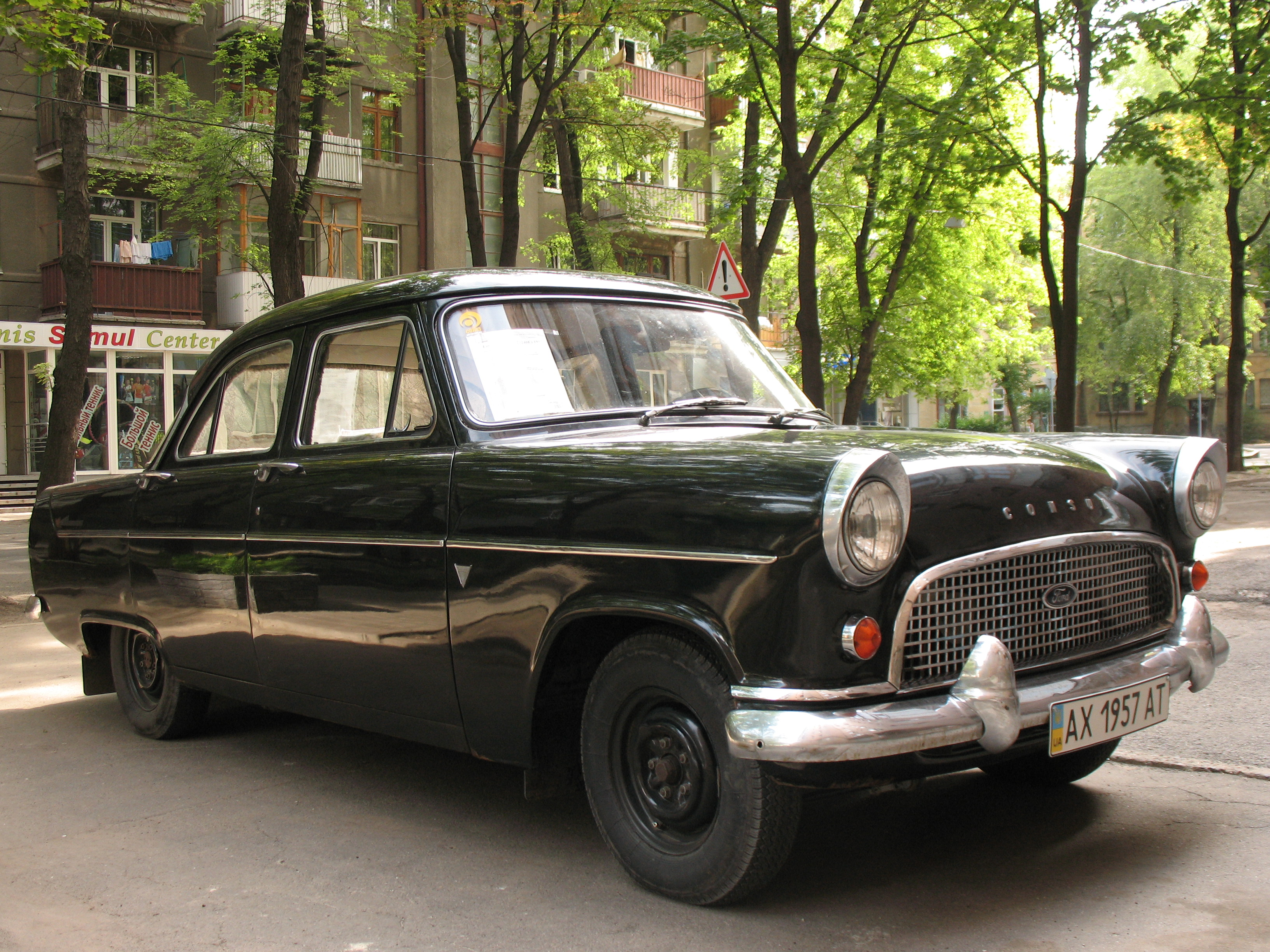
Ford Consul Mark II сбоку
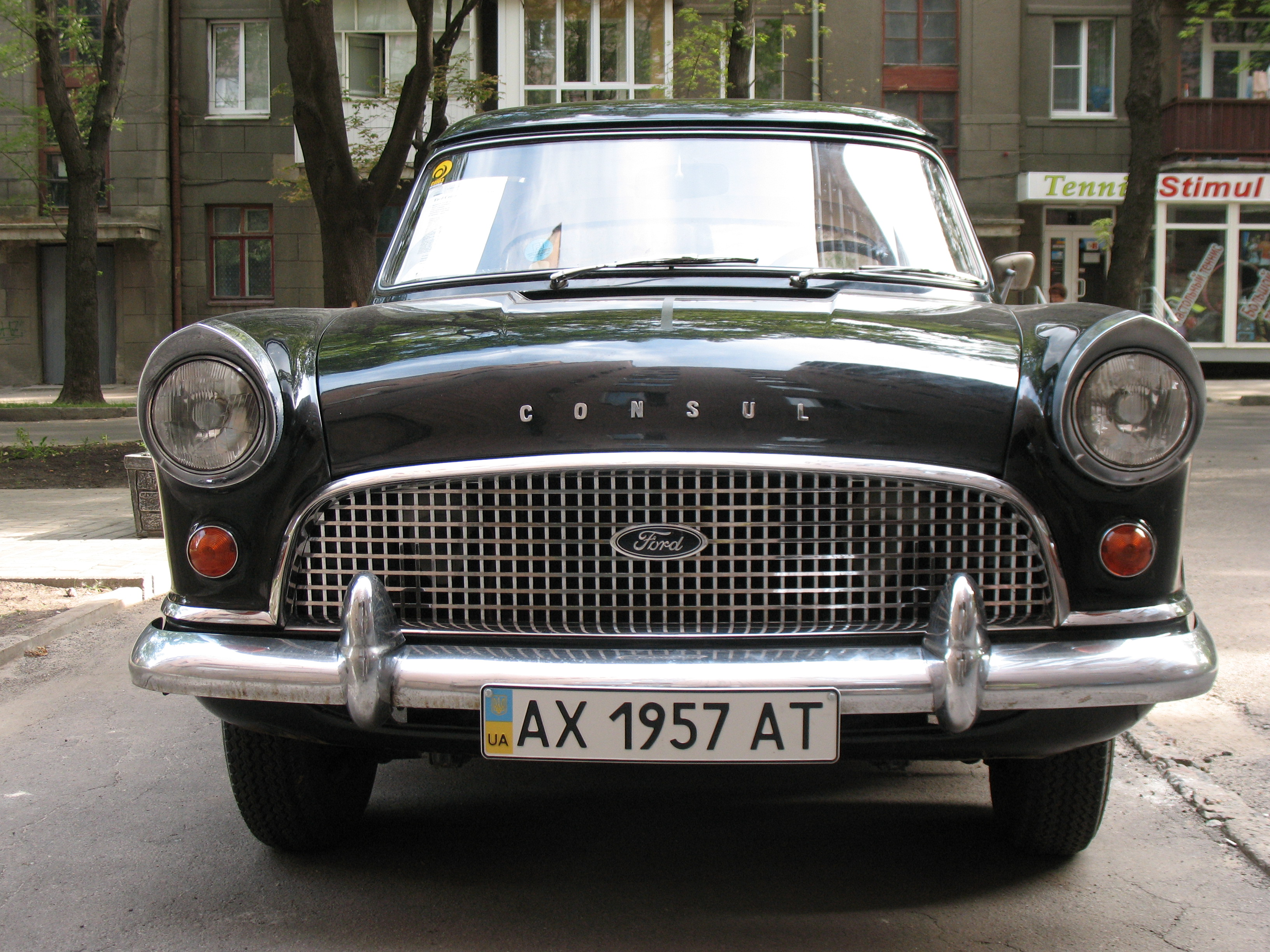
Вид спереди
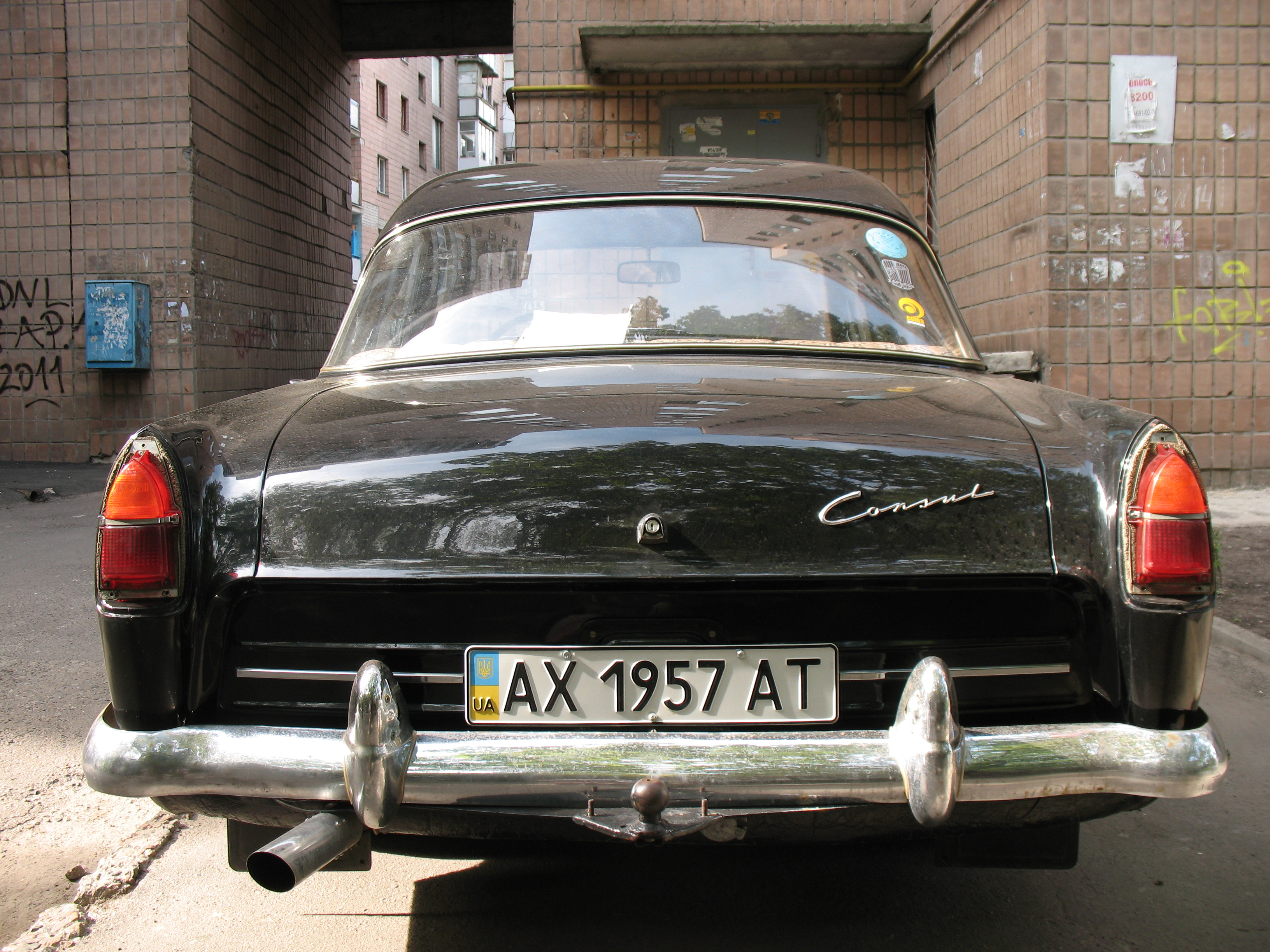
Вид сзади

## Consul (Granada)
Основная статья: Ford Granada (Европа)
Название Consul было возрождено для Granada (1972—1975) с двигателем 1996 см³ Essex V4 и 2495 см³ Essex V6 в Великобритании. В Германии этот Ford Consul предлагался с немецкими двигателями Форд, начиная с 1680 см³ V-4, знакомого водителям Ford 17M.
В Великобритании также предлагался Ford Consul GT, 2994 см³ Essex V6, выдававший 138 л.с. Он был намного быстрее Гранады — за счет того, что был легче на центнер из-за меньшего количества оборудования. Название Consul прекратили использовать в конце 1975, и все автомобили стали Granada.